# Šigemi Išii
Šigemi Išii (japonsko 石井 茂巳), japonski nogometaš, * 7. julij 1951.
Za japonsko reprezentanco je odigral 15 uradnih tekem.